# Nitơ triiodide
Nitrogen triiodide là một hợp chất vô cơ, có công thức hóa học NI3. Đây là một chất nổ cực kỳ mạnh: số lượng nhỏ phát nổ với tiếng ồn lớn, khi chạm nhẹ, tạo ra một đám mây đen của iod; nó thậm chí có thể được kích nổ bởi những va chạm nhỏ nhất như tia laser, bức xạ alpha. NI3 có một cấu trúc phức tạp hóa học rất khó nghiên cứu do sự không ổn định của các dẫn xuất.

## Cấu trúc của NI3và dẫn xuất của nó
Nitơ triiodide được mô tả lần đầu tiên bằng quang phổ Raman vào năm 1990 khi nó được chuẩn bị bằng khí amonia. Bo nitride phản ứng với iod monoflorua trong tricloflomethane ở -30 ℃ để tạo ra NI3 tinh khiết với năng suất thấp:
BN + 3IF → NI3 + BF3
NI3 là kim tự tháp (đối xứng phân tử C3v), cũng như các trihalogen nitơ khác và amonia.
Vật liệu thường được gọi là "nitơ triiodide" được điều chế bởi phản ứng của iod với amonia. Khi phản ứng này được tiến hành ở nhiệt độ thấp trong amonia khan, sản phẩm ban đầu là NI3·(NH3)5, nhưng phức này sẽ làm mất một số amonia khi ấm để tạo ra phức NI3·NH3. Phức này lần đầu tiên được công bố bởi Bernard Courtois vào năm 1812, và công thức của nó cuối cùng được xác định vào năm 1905 bởi Oswald Silberrad. Cấu trúc trạng thái rắn của nó bao gồm các chuỗi –NI2–I–NI2–I–NI2–I–… Các phân tử amonia nằm giữa các chuỗi. Khi giữ lạnh trong bóng tối và ẩm ướt với amonia, NI3·NH3 ổn định.

## Phân hủy và nổ
Sự không ổn định của NI3 và NI3·NH3 có thể được quy cho sự căng thẳng steric do ba nguyên tử iodine lớn được giữ trong khoảng cách giữa các nguyên tử nitơ tương đối nhỏ. Điều này dẫn đến một năng lượng kích hoạt rất thấp cho sự phân hủy của nó, một phản ứng tạo ra thậm chí còn thuận lợi hơn do sự ổn định của N2. Nitơ triiodide không có giá trị thương mại do độ nhạy sốc cực lớn, làm cho nó không thể lưu trữ, vận chuyển và sử dụng cho các vụ nổ có kiểm soát. Trong khi nitroglycerin tinh khiết cũng nhạy cảm sốc và mạnh mẽ, nó chỉ là do thuốc phlegmatizers có độ nhạy sốc của nó đã được giảm và nó sẽ an toàn hơn để xử lý và vận chuyển dưới dạng thuốc nổ.
Sự phân hủy của NI3 tiến hành như sau để cung cấp khí nitơ và iod:
2NI3 (s) → N2 (g) + 3I2 (g)  (-290 kJ/mol)
Tuy nhiên, vật liệu khô là một chất nổ tiếp xúc, phân hủy xấp xỉ như sau:
8NI3·NH3 → 5N2 + 6NH4I + 9 I2
Với phương trình này, những vụ nổ này để lại các vết bẩn do iodide màu cam-tím có thể được loại bỏ bằng dung dịch natri thiosunfat. Để làm nổi bật độ nhạy của hợp chất, nó thường được kích nổ bằng cách chạm vào nó bằng lông vũ, nhưng ngay cả dòng không khí nhỏ nhất, ánh sáng laze hoặc các chuyển động khác có thể gây ra sự nổ. Chất nitơ triiodide cũng đáng chú ý là chất nổ hóa học duy nhất phát nổ khi tiếp xúc với các hạt alpha và các sản phẩm phân hạch hạt nhân.